# Nikolai Schukoff
Nikolai Schukoff (Graz, Àustria) és un tenor austríac. Va estudiar al Mozarteum de Salzburg. Debutà el 1996 com a Alfredo de La traviata a Gelsenkirchen (Alemanya). Ha cantat a la Deutsche Oper am Rhein de Düsseldorf, Salzburg, Lió, Opéra Comique de París i Scottish Opera de Glasgow, entre altres escenaris. Ha interpretat els rols de Siegfried, Don José de Carmen, Pollione de Norma, al Théâtre du Châtelet de París; Parsifal, Erik de Der fliegende Holländer, a l'Staatsoper de Múnic; Siegmund de Die Walküre en versió de concert a la Philharmonie de Berlín; Danilo en Die lustige Witwe i Parsifal, a l'Staatsoper d'Hamburg; Dionysus a The Bassarides, Eisenstein de El ratpenat al Festival d'Edimburg, Parsifal i Erik a Der fliegende Holländer al Palau de les Arts de Budapest, entre d'altres.
Amb Pylades d'Iphigénie en Tauride debutà al Gran Teatre del Liceu la temporada 2010 - 11.